# Jorge V del Reino Unido
Jorge V del Reino Unido (nacido George Frederick Ernest Albert; Londres, 3 de junio de 1865-Palacio de Sandringham, Norfolk, 20 de enero de 1936) fue el rey del Reino Unido y los Dominios Británicos de Ultramar y emperador de la India desde su ascenso al trono, el 6 de mayo de 1910, hasta su deceso, en 1936. 
Como segundo hijo de Alberto Eduardo, príncipe de Gales (futuro Eduardo VII) y nieto de la monarca reinante británica, la reina Victoria, al momento de su nacimiento era tercero en la línea de sucesión, detrás de su padre y su hermano mayor, el príncipe Alberto Víctor, duque de Clarence y Avondale. Sirvió en la Royal Navy de 1877 a 1891, hasta que en enero de 1892, el inesperado fallecimiento de su hermano lo situó directamente en la línea de sucesión al trono. A la muerte de Victoria en 1901, Alberto Eduardo se convirtió en el rey Eduardo VII y Jorge fue nombrado príncipe de Gales. Tras la muerte de su padre en 1910, Jorge lo sucedió como rey emperador del Imperio británico. Fue el único emperador de la India en asistir a su propia Delhi Durbar.
Como resultado de la Primera Guerra Mundial, cayeron los imperios de sus primos, el zar Nicolás II de Rusia y el káiser Guillermo II de Alemania, mientras el británico se expandía a su máxima extensión. En 1917, Jorge se convirtió en el primer monarca de la casa de Windsor, nombre con el que rebautizó a la casa de Sajonia-Coburgo-Gotha a consecuencia del antigermanismo imperante. Su reinado vio el surgimiento del socialismo, comunismo, fascismo, republicanismo irlandés y el movimiento de independencia de la India, que cambiaron radicalmente el panorama político. La ley del Parlamento de 1911 estableció la supremacía de la Cámara de los Comunes —cuyos miembros son electos democráticamente— sobre la Cámara de los Lores —cuyos miembros no tienen que pasar por elecciones—. En 1924, designó por vez primera un primer ministro laborista y en 1931, el estatuto de Westminster reconoció los dominios del Imperio como reinos independientes dentro de la Mancomunidad Británica de Naciones. Se vio afectado por distintas enfermedades a lo largo de la última parte de su reinado y después de su muerte fue sucedido por su hijo mayor, Eduardo VIII, por el cual sentía una auténtica antipatía y decepción.[cita requerida]

## Primeros años y educación

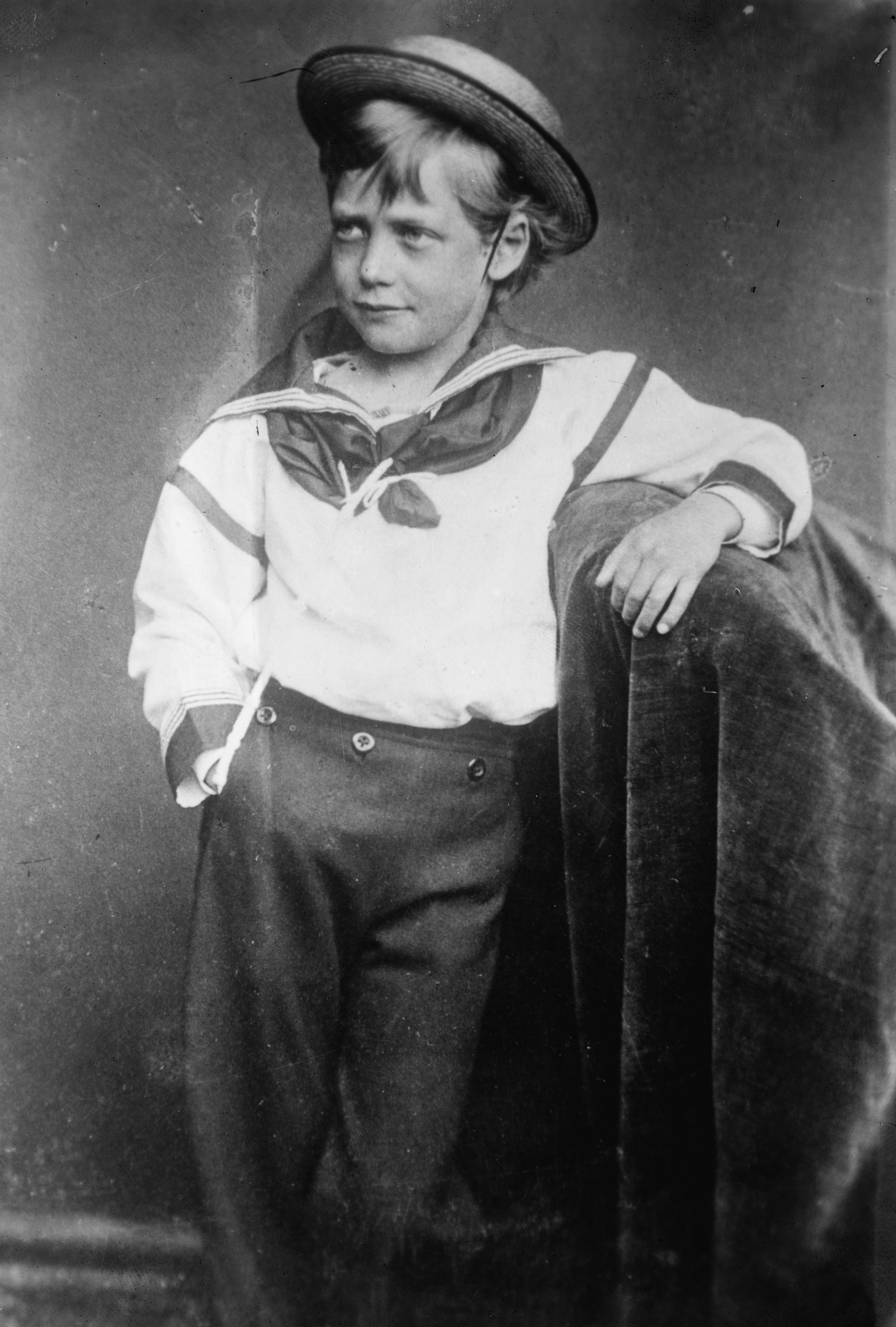
Príncipe Jorge (1870)

Jorge nació el 3 de junio de 1865 en Marlborough House en Londres, fue el segundo hijo de los entonces príncipes de Gales, Alberto Eduardo y Alejandra. Su padre era el primogénito de la reina Victoria del Reino Unido y el príncipe Alberto de Sajonia-Coburgo-Gotha. Su madre era la hija mayor del rey Christian IX de Dinamarca. Como hijo del príncipe de Gales y nieto en línea masculina de la monarca británica, recibió desde su nacimiento el tratamiento de Su Alteza Real y el título de príncipe Jorge de Gales. Fue bautizado por Charles Longley, arzobispo de Canterbury, el 7 de julio de 1865, en la capilla de San Jorge en el castillo de Windsor.
Como hijo menor del príncipe de Gales había pocas posibilidades de que llegara a convertirse en rey, ya que era el tercero en la línea de sucesión al trono después de su padre y su hermano, el príncipe Alberto Víctor. Jorge era solo diecisiete meses menor que Alberto Víctor y dada la cercanía en edad ambos niños fueron educados juntos. En 1871, la reina nombró al capellán John Neale Dalton como tutor de los príncipes, a partir de entonces los hermanos tuvieron un estricto programa de estudio que incluía juegos y ejercicios militares, así como materias académicas; sin embargo, ninguno de ellos destacó intelectualmente. Como su padre pensaba que la marina era «la mejor formación posible para cualquier niño», en septiembre de 1877, cuando Jorge tenía doce años, los dos hermanos se unieron como cadetes al buque de entrenamiento HMS Britannia en Dartmouth, Devon.
Durante tres años a partir de 1879, los hermanos sirvieron en el HMS Bacchante en 1876, acompañados por Dalton. Recorrieron las colonias del Imperio británico en el Caribe, Sudáfrica y Australia y visitaron Norfolk, Virginia, así como América del Sur, el Mediterráneo, Egipto y Asia oriental. En Japón, Jorge se tatuó un dragón azul y rojo en el brazo con un artista local. Dalton escribió un relato de su viaje titulado The Cruise of HMS Bacchante. Entre Melbourne y Sídney, Dalton registró un avistamiento de El holandés errante, un mítico barco fantasma. Cuando regresaron a Gran Bretaña, la reina Victoria se quejó de que sus nietos no supieran hablar francés o alemán, por lo que pasaron seis meses en Lausana en un último intento fallido de aprender otro idioma. Los príncipes fueron separados después de su estancia en Lausana; Alberto Víctor asistió al Trinity College de Cambridge, mientras que Jorge continuó en la Marina Real Británica. Viajó por el mundo y visitó muchas áreas del Imperio británico y sirvió activamente hasta su última misión en 1891-1892. Después, su rango naval fue en gran medida honorario.

## Matrimonio

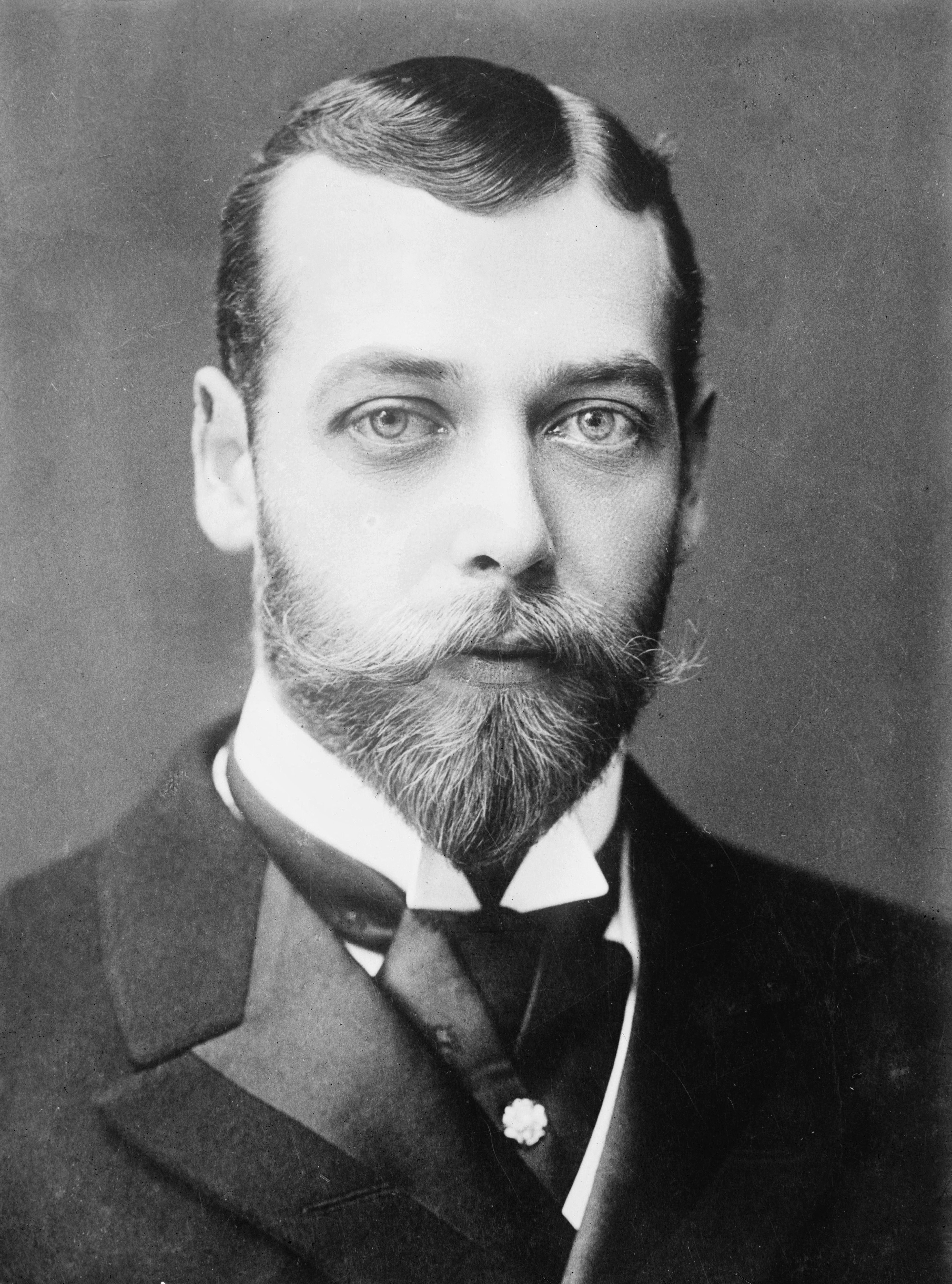
Jorge en 1893

Como estaba destinado a hacer carrera en la marina, Jorge sirvió durante muchos años bajo el mando de su tío, el príncipe Alfredo, duque de Edimburgo, que estaba emplazado en Malta; en consecuencia convivió muy de cerca con su prima, la princesa María de Edimburgo, y se enamoró de ella. La reina Victoria, el príncipe de Gales y el duque de Edimburgo aprobaron la elección, pero las madres de ambos —la princesa de Gales y la duquesa de Edimburgo— se opusieron. La princesa de Gales pensaba que la familia de María era demasiado progermánica y que a la duquesa de Edimburgo le disgustaba Inglaterra. La madre de María era la única hija del zar Alejandro II de Rusia y le molestaba el hecho de que, como esposa de un hijo menor de la soberana británica, tenía que ceder la precedencia a la madre de Jorge, la princesa de Gales, cuyo padre había sido un príncipe alemán menor antes de ser llamado inesperadamente al trono de Dinamarca. Guiada por su madre, María rechazó la propuesta matrimonial; finalmente se casó en 1893 con el príncipe Fernando, heredero al trono de Rumania.
En diciembre de 1891, el hermano mayor de Jorge, el príncipe Alberto Víctor, se comprometió con su tía tercera, la princesa Victoria María de Teck, quien dentro del ámbito familiar era llamada coloquialmente «May», debido al mes de su nacimiento. El padre de May, Francisco, duque de Teck, pertenecía a una rama morganática de la casa de Württemberg. Su madre, la princesa María Adelaida de Cambridge, era nieta en línea masculina del rey Jorge III y prima de la reina Victoria.
Alberto Víctor murió de neumonía seis semanas después del compromiso formal y dejó a Jorge como segundo en la línea de sucesión al trono y con la posibilidad de reinar después de su padre. El mismo Jorge recién se recuperaba después de estar confinado en cama durante seis semanas con fiebre tifoidea, la enfermedad que en ese entonces se creía que causó la muerte de su abuelo, el príncipe Alberto. La reina Victoria todavía consideraba a la princesa de Teck como la elección adecuada para uno de sus nietos; mientras tanto, durante el período de duelo compartido la relación entre Jorge y María se fue estrechando. Un año después de la muerte de Alberto Víctor, Jorge le propuso matrimonio a María y ella aceptó. Se casaron el 6 de julio de 1893 en la capilla real del palacio de St. James en Londres. A lo largo de sus vidas permanecieron dedicados el uno al otro. Jorge admitía ser incapaz de expresar sus sentimientos fácilmente de manera verbal, pero a menudo intercambiaban cartas amorosas y notas de cariño.

## Duque de York

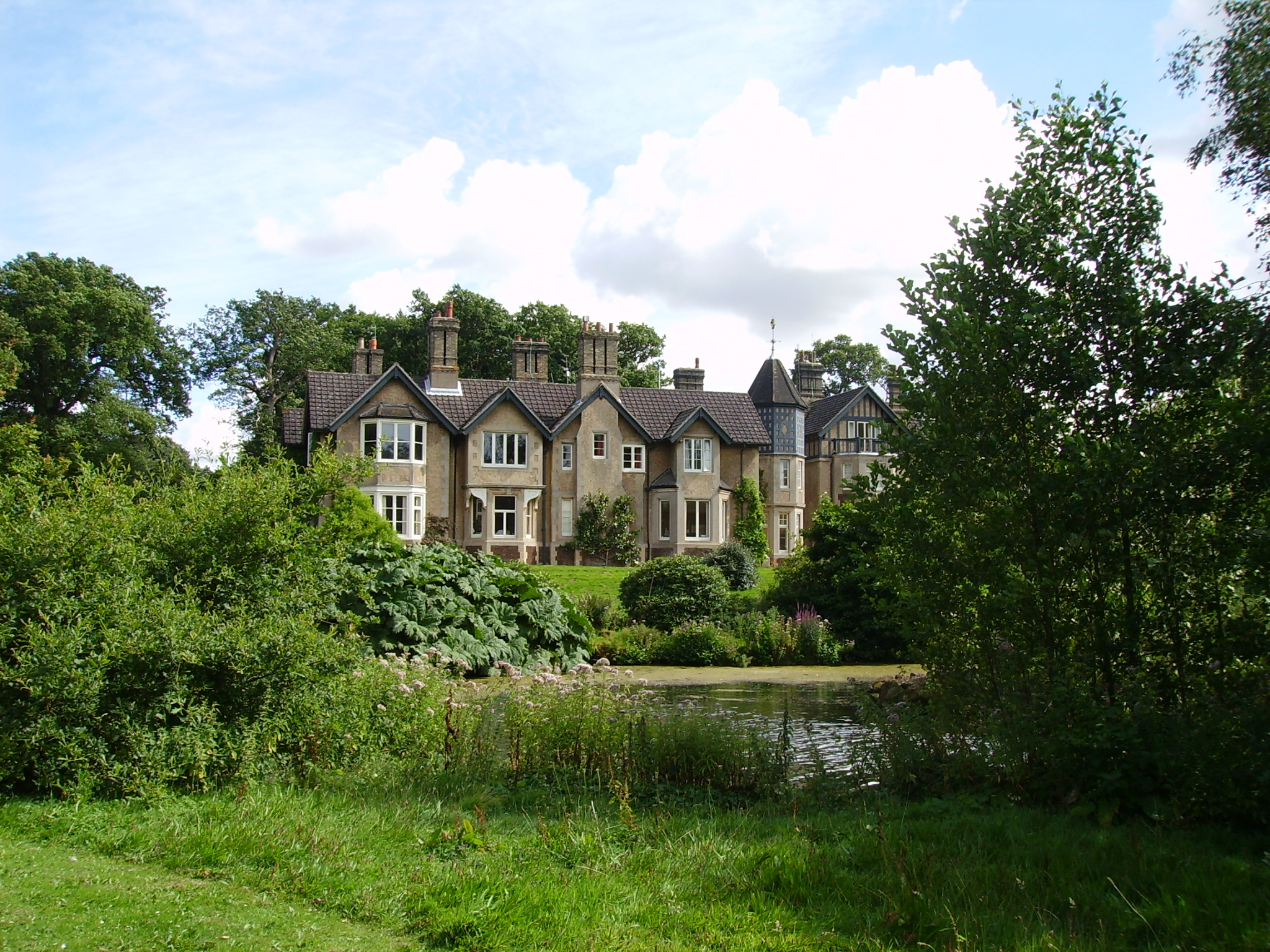
York Cottage en Sandringham House: Jorge y María vivieron allí de 1893 a 1926

La muerte de su hermano mayor terminó con la carrera naval de Jorge, debido a que ahora estaba directamente en la línea de sucesión al trono. La reina Victoria le otorgó los títulos de duque de York, conde de Inverness y barón de Killarney el 24 de mayo de 1892; además, J. R. Tanner le impartió lecciones de historia constitucional. Después del matrimonio, María recibió el tratamiento de Su Alteza Real y el título de duquesa de York.
Los duques de York vivieron principalmente en York Cottage, una casa relativamente pequeña en Sandringham, Norfolk, donde su forma de vida semejaba más la de una familia de clase media acomodada, que la de miembros de la realeza. Jorge prefería una vida sencilla y tranquila, en marcado contraste con la animada vida social que llevaba su padre. Su biógrafo oficial, Harold Nicolson, definió más adelante con desilusión el periodo de Jorge como duque de York: «Pudo estar bien como joven guardiamarina y como viejo rey sabio, pero cuando fue duque de York [...] no hizo nada en absoluto, excepto matar animales y pegar estampillas». Jorge era un entusiasta coleccionista de sellos, actividad que Nicolson menospreciaba, sin embargo, desempeñó un importante papel en convertir la colección filatélica real en la colección de sellos más completa del Reino Unido y la Mancomunidad en todo el mundo y en algunos casos llegó a establecer precios récord de compra.
Durante los años siguientes la pareja tuvo seis hijos: Eduardo, nacido en 1894 y quien más tarde sería Eduardo VIII, casado con Wallis Simpson en 1937; Alberto, nacido en 1895, que más tarde sería Jorge VI, casado con Isabel Bowes-Lyon en 1923 y padre de Isabel II del Reino Unido; María, nacida en 1897 y casada con Enrique Lascelles, conde de Harewood, en 1922; Enrique, nacido en 1900 y casado con Alicia Montagu Douglas Scott en 1935; Jorge, nacido en 1902 y casado con la princesa Marina de Grecia y Dinamarca en 1934; y Juan, nacido en 1905 y fallecido en 1919. Randolph Churchill afirmaba que Jorge fue un padre estricto, hasta el punto de que aterrorizaba a sus hijos y porque, supuestamente, el mismo Jorge le comentó a Edward Stanley, décimo séptimo conde de Derby: «Mi padre tuvo miedo de su madre, yo tenía miedo de mi padre y me encargaré de que mis hijos me teman a mí». En realidad no hay ninguna fuente directa para esta cita y es probable que el estilo de crianza de Jorge fuera muy parecido al acostumbrado por la mayoría de la gente de la época.

## Príncipe de Gales
Como duque y duquesa de York, Jorge y María llevaron a cabo una amplia variedad de labores públicas. A la muerte de la reina Victoria, el 22 de enero de 1901, el padre de Jorge ascendió al trono como Eduardo VII. Jorge heredó los títulos de duque de Cornualles y duque de Rothesay y durante gran parte del resto de ese año fue conocido como el duque de Cornualles y York.
Jorge y María recorrieron el Imperio británico en 1901. Su gira incluyó Gibraltar, Malta, Adén, Ceilán, Singapur, Australia, Nueva Zelanda, Sudáfrica, Canadá y la colonia de Terranova. El recorrido fue diseñado por el secretario colonial Joseph Chamberlain con el apoyo del primer ministro lord Salisbury y su objetivo principal era premiar a los dominios por su participación en la guerra de Sudáfrica de 1899-1902. Jorge entregó a las tropas coloniales miles de medallas de la guerra sudafricana diseñadas especialmente para la ocasión. En Sudáfrica, la comitiva real fue recibida con elaboradas decoraciones, regalos costosos, fuegos artificiales y reuniones con dirigentes municipales, líderes africanos y prisioneros bóeres. A pesar de las manifestaciones públicas, no todos los residentes respondieron favorablemente a la visita. Muchos afrikáners blancos de la colonia del Cabo se molestaron por las exhibiciones y los gastos, ya que la guerra había debilitado su capacidad para conciliar su cultura afrikáner neerlandesa con su estatus como súbditos británicos. Los críticos de la prensa en lengua inglesa reprobaron el enorme costo de la visita en un momento en el que las familias enfrentaban graves dificultades económicas.
En Australia el duque abrió la primera sesión del Parlamento australiano desde la creación de la Mancomunidad de Australia. En Nueva Zelanda elogió los valores militares, la valentía, la lealtad y el apego al deber de los neozelandeses. La gira le brindó a la colonia la oportunidad de lucir su progreso, especialmente la adopción de los estándares británicos modernos en comunicaciones y en la industria manufacturera. El objetivo implícito era promocionar los atractivos de Nueva Zelanda a los turistas y a los potenciales inmigrantes centrando la atención de la prensa británica en una tierra que pocos conocían, mientras se evitaba difundir noticias sobre las crecientes tensiones sociales. A su retorno a Gran Bretaña, en un discurso en el Guildhall de Londres, Jorge advirtió sobre «la impresión que parece prevalecer entre [nuestros] hermanos más allá de los mares, de que el Viejo País debe despertar si tiene la intención de mantener su antigua posición de privilegio en el comercio colonial contra los competidores extranjeros».
Jorge fue nombrado príncipe de Gales y conde de Chester el 9 de noviembre de 1901. El rey Eduardo VII deseaba preparar a su hijo para su futuro papel como rey. A diferencia del mismo Eduardo, a quien la reina Victoria había excluido deliberadamente de los asuntos de estado, Jorge recibió amplio acceso a los documentos de estado por parte de su padre; a la vez este permitió el acceso de su esposa a sus papeles, ya que valoraba sus consejos y a menudo recibía su ayuda para escribir discursos. Como príncipe de Gales, Jorge apoyó reformas en el entrenamiento naval, entre las que se incluía que los cadetes se enrolaran a los doce o trece años y que recibieran la misma educación, cualesquiera que fuera su clase social o potenciales asignaciones futuras. Las reformas fueron implementadas por John Fisher, quien entonces ocupaba el cargo de Segundo Lord del Mar.
De noviembre de 1905 a marzo de 1906, Jorge y María realizaron una gira por la India británica, donde el príncipe se disgustó por la discriminación racial y realizó una campaña para lograr una mayor participación de los nativos en el gobierno del país. Este viaje fue seguido casi inmediatamente por otro con destino a España, para la boda del rey Alfonso XIII con Victoria Eugenia de Battenberg, prima hermana de Jorge, donde los novios escaparon de un intento de asesinato. Una semana después de regresar a Gran Bretaña volvieron a viajar a Noruega para la coronación del rey Haakon VII y la reina Maud, hermana de Jorge.

## Rey y emperador
Eduardo VII murió el 6 de mayo de 1910 y Jorge se convirtió en rey. Sobre la muerte de su padre escribió en su diario: «He perdido a mi mejor amigo y el mejor de los padres [...] Nunca tuve una sola palabra de enfado con él. Estoy abrumado por el dolor y tengo el corazón roto, pero Dios me ayudará en mis responsabilidades y mi querida May será mi consuelo como siempre lo ha sido. Que Dios me dé fuerza y orientación en la pesada tarea que ha caído sobre mí».
A Jorge nunca le gustó el hábito de su esposa de firmar los documentos oficiales y las cartas como «Victoria María» y le insistió en que dejara de usar uno de los nombres. Ambos estaban de acuerdo en que no debería hacerse llamar reina Victoria y así se convirtió en la reina María. Más tarde ese año, un propagandista radical llamado Edward Mylius publicó la mentira de que el rey se había casado secretamente en Malta cuando era joven y que, en consecuencia, su matrimonio con la reina María constituía bigamia. El bulo surgió en la prensa por primera vez en 1893, pero Jorge lo tomó como una broma. En un esfuerzo por acabar con los rumores, Mylius fue arrestado, juzgado y declarado culpable por difamación y condenado a un año de prisión.
La coronación de los nuevos reyes tuvo lugar en la abadía de Westminster el 22 de junio de 1911. El acontecimiento fue celebrado con el Festival del Imperio en Londres. Más adelante, ese mismo año, el rey y la reina viajaron a la India para el Delhi Durbar, donde fueron presentados el 12 de diciembre de 1911, ante una audiencia de dignatarios y príncipes indios, como el emperador y la emperatriz de la India. Jorge utilizó la recién creada Corona Imperial de la India para la ceremonia y durante el evento proclamó el cambio de la capital de la India de Calcuta a Delhi. El 15 de diciembre colocó la primera piedra de Nueva Delhi junto con la reina María. Viajaron a lo largo del subcontinente y Jorge aprovechó la oportunidad para disfrutar de la caza mayor; en Nepal mató 21 tigres, 8 rinocerontes y un oso en el transcurso de 10 días. Era un tirador experto y entusiasta. El 18 de diciembre de 1913 le disparó a cerca de mil faisanes en seis horas en la casa de lord Burnham, aunque llegó a reconocer «fuimos un poco demasiado lejos» ese día.

### Política nacional

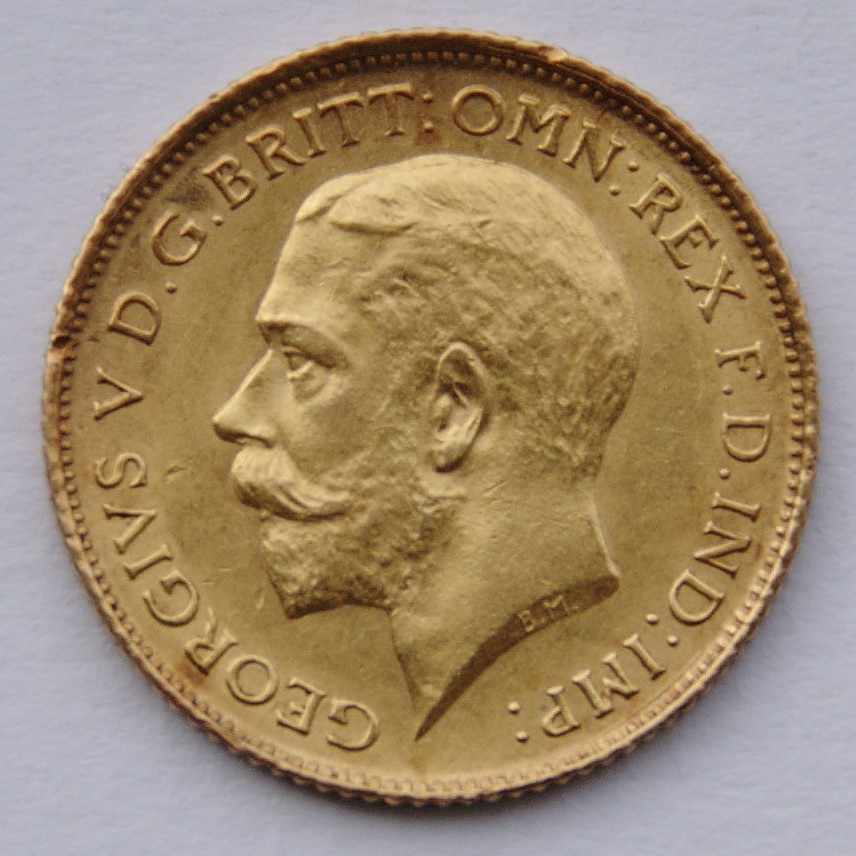
Medio soberano acuñado durante el reinado de Jorge V (original del escultor Bertram Mackennal)

Jorge heredó el trono en un momento políticamente turbulento. El año anterior, la Cámara de los Lores, dominada por conservadores y unionistas, rechazó la propuesta presupuestal de David Lloyd George —entonces ministro de Hacienda—, que introducía nuevos impuestos que afectaban a las personas adineradas para financiar programas de bienestar social, llevando la contraria a la convención habitual de que los lores no vetaban presupuestos. El primer ministro liberal, H. H. Asquith, le había pedido al rey anterior, Eduardo VII, que le diera garantías de nombrar suficientes lores liberales para forzar la aprobación del presupuesto a través de la cámara. Eduardo había aceptado a regañadientes, siempre y cuando los lores rechazaran el presupuesto después de dos elecciones sucesivas. Tras las elecciones generales de enero de 1910, los lores conservadores aprobaron el presupuesto.
Asquith intentó reducir el poder de los lores a través de reformas constitucionales que nuevamente fueron bloqueadas por la Cámara Alta. Una conferencia constitucional sobre las reformas fue interrumpida después de 21 sesiones en noviembre de 1910. Asquith y lord Crewe, líder liberal de los lores, le pidieron a Jorge que les concediera una disolución, lo que conduciría a una segunda elección general, y que les prometiera nombrar suficientes lores liberales si la legislación era bloqueada nuevamente. Si Jorge se negaba, el gobierno liberal renunciaría, lo que daría la apariencia de que el monarca se involucraba —«con los lores y contra el pueblo»— en política partidista. Los dos secretarios privados del rey, lord Knollys y lord Stamfordham, le dieron consejos contradictorios. Knollys, quien era liberal, le sugirió aceptar las exigencias del gabinete; mientras que Stamfordham, que era unionista, le sugirió que aceptara la dimisión. Como su padre, Jorge accedió con reticencias a la petición, aunque sentía que los ministros se habían aprovechado de su inexperiencia para intimidarle. Después de las elecciones de diciembre de 1910, los Lores, una vez más, decidieron dejar pasar el proyecto de ley al enterarse de la amenaza de empantanar la cámara con el nombramiento de más liberales. La posterior Ley del Parlamento de 1911, retiró definitivamente —con unas pocas excepciones— el poder de los lores para vetar proyectos de ley relacionados con el presupuesto. El rey más tarde llegó a sentir que Knollys le había ocultado información sobre la buena disposición de la oposición para formar un gobierno en el caso de que los liberales renunciaran.
Las elecciones generales de 1910 dejaron a los liberales como un gobierno de minoría dependiente del apoyo de los nacionalistas irlandeses. Como recompensa por el apoyo, Asquith introdujo una legislación que daría gobierno autónomo a Irlanda, pero los conservadores y los unionistas se opusieron. Los ánimos estaban caldeados por la propuesta del Home Rule, que no sería posible sin la respectiva ley del Parlamento, las relaciones entre el viejo Knollys y los conservadores se volvieron tensas y este fue impulsado a retirarse. Desesperado por evitar la perspectiva de una guerra civil en Irlanda entre unionistas y nacionalistas, Jorge convocó a una reunión de todas las partes en el palacio de Buckingham en julio de 1914, en un intento por negociar un acuerdo. Después de cuatro días la conferencia terminó sin acuerdo. El 18 de septiembre de 1914, el rey —habiendo considerado vetar la legislación— dio su consentimiento a la ley del gobierno autónomo, pero su ejecución fue pospuesta por una ley suspensiva debido al estallido de la Primera Guerra Mundial.

### Primera Guerra Mundial

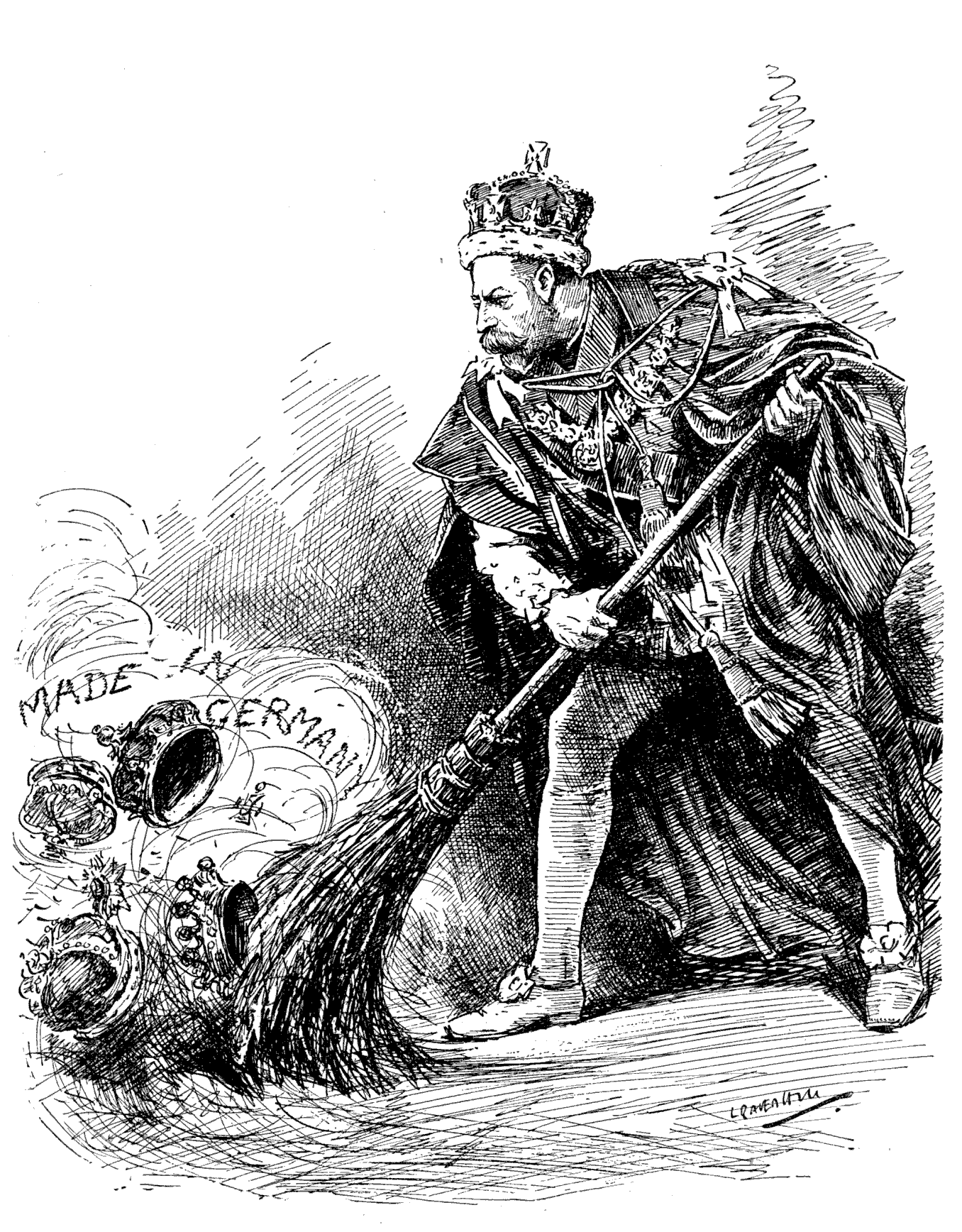
«A good riddance»
Caricatura aparecida en la revista Punch en 1917, representa al rey barriendo sus títulos alemanes

El 4 de agosto de 1914 el rey escribió en su diario: "celebré una reunión de Consejo a las 10:45 para declarar la guerra contra Alemania. Es una catástrofe terrible pero no es culpa nuestra. [...] Espero que con el favor de Dios pueda terminar pronto". Gran Bretaña y sus aliados estuvieron en guerra con las Potencias Centrales, lideradas por el Imperio alemán, de 1914 a 1918. El kaiser alemán Guillermo II, que para el pueblo británico llegó a simbolizar todos los horrores de la guerra, era primo hermano del rey. El abuelo paterno del rey fue el príncipe Alberto de Sajonia-Coburgo-Gotha; en consecuencia, el rey y sus hijos tenían los títulos de príncipes y princesas de Sajonia-Coburgo-Gotha y duques y duquesas de Sajonia. La reina María, aunque era británica como su madre, era hija del duque de Teck, descendiente de los duques de Württemberg de Alemania. El rey tenía cuñados y primos que eran súbditos británicos pero que llevaban títulos alemanes como duque y duquesa de Teck, príncipe y princesa de Battenberg, príncipe y princesa de Schleswig-Holstein. Cuando H. G. Wells escribió sobre la corte del Reino Unido, dijo que era: «[una] corte extranjera y aburrida», Jorge respondió con las famosas palabras: «Puedo ser aburrido, pero que me maldigan si soy extranjero».
El 17 de julio de 1917, Jorge aplacó los sentimientos nacionalistas británicos mediante la emisión de un decreto real que cambió el nombre de la casa real británica del alemán Sajonia-Coburgo-Gotha al más británico Windsor. El rey y todos sus parientes británicos renunciaron a sus títulos y tratamientos alemanes y adoptaron apellidos anglófilos que sonaran británicos. Jorge compensó a sus parientes varones nombrándolos nobles británicos. Su primo, el príncipe Luis de Battenberg, quien al principio de la guerra fue obligado a dimitir como Primer Lord del Mar a causa de los sentimientos antialemanes, se convirtió en Lord Luis Mountbatten, primer marqués de Milford Haven, mientras que los hermanos de María se convirtieron en Adolfo de Cambridge, primer marqués de Cambridge y Alejandro de Cambridge, primer conde de Athlone. Las primas de Jorge, María Luisa y Elena Victoria de Schleswig-Holstein renunciaron a sus designaciones territoriales.
En una patente publicada el 11 de diciembre de 1917, el rey restringió el tratamiento de «Su Alteza Real» y la dignidad titular de «príncipe o princesa de Gran Bretaña e Irlanda» a los hijos de los soberanos, los hijos de los hijos del soberano y el hijo mayor vivo del hijo mayor vivo de un príncipe de Gales. La patente también declaró que «el tratamiento de Alteza Real, Alteza o Alteza Serenísima y la dignidad titular de príncipe y princesa deberán cesar excepto en aquellos títulos ya concedidos e irrevocables». A los parientes de la familia real británica que lucharon del lado alemán, como el príncipe Ernesto Augusto de Hannover, tercer duque de Cumberland y Teviotdale —bisnieto de Jorge III— y el príncipe Carlos Eduardo, duque de Albany y duque de Sajonia-Coburgo-Gotha —nieto de la reina Victoria—, les fueron suspendidos sus títulos nobiliarios británicos en 1919, por decreto real y con la aprobación del Consejo Privado bajo las disposiciones de la Ley de privación de títulos de 1917. Bajo la presión de su madre, la reina Alejandra, Jorge también retiró las banderas heráldicas que pertenecían a sus parientes alemanes miembros de la Orden de la Jarretera de la capilla de San Jorge en el castillo de Windsor.
Cuando el zar Nicolás II de Rusia, primo hermano de Jorge, fue derrocado en la Revolución rusa de 1917, él y su familia fueron confinados inicialmente en Tsárskoye Seló, en esa etapa, cuando el gobierno provisional liderado por Alexander Kerensky estaba aún en el poder; el gobierno británico, único país que podía hacer algo para salvarlos, le ofreció asilo a él y a su familia; pero ante el empeoramiento de las condiciones de vida del pueblo británico y el temor de que la revolución bolchevique pudiera llegar al Reino Unido, el rey pensó que la presencia de la realeza rusa podría parecer inadecuada bajo tales circunstancias, esta posición condenó el destino de la familia de Nicolás II . A pesar de que lord Mountbatten aseverara posteriormente que David Lloyd George, el primer ministro, se opuso al rescate de la familia imperial rusa, las cartas del secretario privado del rey, lord Stamfordham, sugieren que fue el mismo Jorge V quien se opuso al rescate, a pesar del vehemente consejo del gobierno. El MI1, una rama del servicio secreto británico, llevó a cabo planes para el rescate, pero el gobierno de los Soviets estaba instalado, y ya la familia Romanov había sido trasladada a Tobolsk y después a Ekaterinburgo; por ello, debido a la fortalecida posición de los revolucionarios bolcheviques y dificultades mayores en la conducción de la guerra, el plan nunca fue puesto en práctica. El zar y su familia permanecieron en Rusia, donde fueron asesinados por los bolcheviques en julio de 1918. Al año siguiente, María Fiódorovna —antes llamada Dagmar de Dinamarca—, madre de Nicolás y tía de Jorge, y otros miembros de la familia imperial rusa fueron rescatados de Crimea por buques británicos.
Dos meses después del final de la guerra, Juan, el hijo menor del rey, murió a la edad de trece años, después de estar enfermo toda su vida. Jorge fue informado de su muerte por la reina María, quien explicaría su dolor escribiendo: «[Juan] fue una gran preocupación para nosotros durante muchos años [...] El primer golpe en el círculo familiar es difícil de llevar, pero la gente ha sido buena y empática y eso nos ha ayudado mucho».
El rey recorrió Bélgica y el norte de Francia en mayo de 1922, para visitar los cementerios de la Primera Guerra Mundial y los monumentos construidos por la Imperial War Graves Commission. El evento fue descrito por Rudyard Kipling en el poema The King's Pilgrimage (en español: El peregrinaje del rey). Esta gira y una corta visita a Italia en 1923, fueron las últimas veces que Jorge abandonó el Reino Unido en misión oficial después del final de la guerra.

### Últimos años

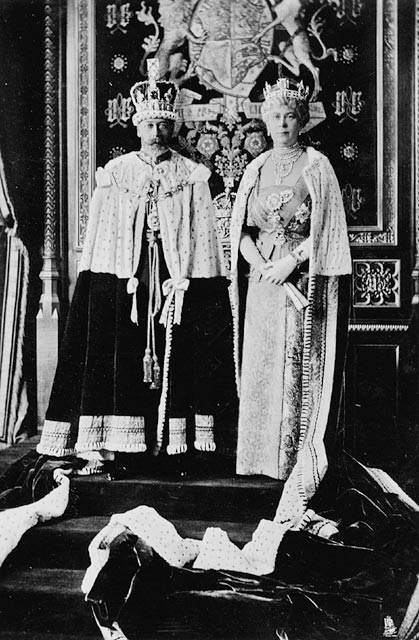
Jorge V y la reina María a finales de los años 1920

Antes de la Primera Guerra Mundial, la mayor parte de Europa estaba gobernada por reyes emparentados con Jorge, pero durante y después de la guerra, las monarquías de Austria, Alemania, Grecia y España, así como la de Rusia, cayeron en la revolución o la guerra. En marzo de 1919, el teniente coronel Edward Lisle Strutt fue enviado, con la autoridad personal del rey, para escoltar al exemperador Carlos I de Austria y su familia hacia la seguridad de Suiza. En 1922, el buque HMS Calypso de la Marina Real Británica fue enviado a Grecia para rescatar a los primos del rey, el príncipe Andrés, quien había sido condenado al destierro, y la princesa Alicia. El príncipe Andrés era hijo del rey Jorge I de Grecia y sobrino de la reina Alejandra; Alicia era hija de Luis de Battenberg, uno de los príncipes alemanes que recibió un título nobiliario británico en 1917. Entre los hijos de Andrés y Alicia estaba el príncipe Felipe, quien más tarde se casaría con la nieta de Jorge, Isabel II. La monarquía griega se restauró nuevamente poco antes de la muerte de Jorge.
La agitación política en Irlanda continuó cuando los nacionalistas iniciaron la lucha por la independencia; Jorge expresó su horror por los homicidios aprobados por el gobierno y las represalias para con el primer ministro David Lloyd George. En la sesión de apertura del Parlamento de Irlanda del Norte el 22 de junio de 1921, el rey, en un discurso elaborado en parte por el general Jan Smuts y aprobado por Lloyd George, hizo un llamado a la conciliación. Unos días más tarde se acordó una tregua. Las negociaciones entre Gran Bretaña y los secesionistas irlandeses condujeron a la firma del Tratado anglo-irlandés. A finales de 1922 Irlanda fue dividida, se estableció el Estado Libre Irlandés y Lloyd George dejó el gobierno.
El rey y sus principales asesores estaban preocupados por el surgimiento del socialismo y el creciente movimiento laborista, que asociaban con el republicanismo. Sus preocupaciones, aunque exageradas, resultaron en un rediseño del papel social de la monarquía, que se volvió más incluyente con la clase trabajadora y sus representantes —un cambio radical para Jorge, que estaba más cómodo con oficiales navales y la aristocracia terrateniente. De hecho, los socialistas ya no creían en sus eslóganes antimonárquicos y estaban dispuestos a llegar a un acuerdo con la monarquía si esta daba el primer paso. Jorge dio ese paso, adoptó una postura más democrática que cruzó la línea de clases y llevó a la monarquía más cerca del pueblo. El rey cultivó también relaciones amistosas con los políticos moderados del Partido Laborista y dirigentes sindicales. Jorge V abandonó el aislamiento social que había condicionado el comportamiento de la familia real y mejoró su popularidad durante la crisis económica de los años veinte y durante más de dos generaciones a partir de entonces.
Entre los años 1922 y 1929 hubo frecuentes cambios de gobierno. En 1924, Jorge nombró primer ministro a Ramsay MacDonald, el primer laborista en ocupar el cargo, en ausencia de una clara mayoría para cualquiera de los tres partidos. El tacto y comprensiva recepción del rey para con el primer gobierno laborista —que duró menos de un año— disipó las sospechas de los simpatizantes del partido. Durante la huelga general de 1926, el rey aconsejó al gobierno del conservador Stanley Baldwin no tomar acciones exaltadas, además objetó la sugerencia de que los huelguistas eran «revolucionarios» diciendo: «Traten de vivir con sus salarios antes de juzgarlos».

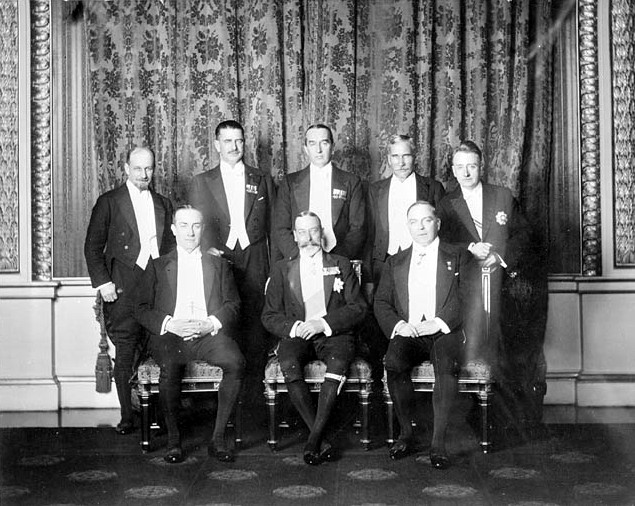
Conferencia imperial de 1926: Jorge V y los primeros ministros de la Mancomunidad. En el sentido de las manecillas del reloj, a partir del centro: Jorge V, Baldwin (Reino Unido), Monroe (Terranova), Coates (Nueva Zelanda), Bruce (Australia), Hertzog (Sudáfrica), Cosgrave (Estado libre irlandés), King (Canadá)

Jorge fue anfitrión de una Conferencia imperial en Londres en 1926, allí, la declaración de Balfour aceptó la evolución de los dominios británicos a formas de autogobierno: «[...] comunidades autónomas dentro del Imperio británico, iguales en estatus, de ninguna manera subordinadas unas a otra [...]». En 1931, el estatuto de Westminster formalizó la independencia legislativa de los dominios, además establecía que «cualquier alteración en la ley tocante a la sucesión al trono o al tratamiento real y los títulos» requeriría la aprobación de los parlamentos de los dominios así como del parlamento de Westminster, que no podría legislar para los dominios, excepto por consentimiento. El prólogo de la ley describe a Jorge como «el símbolo de la libre asociación de los miembros de la Mancomunidad Británica de Naciones», que estaban «unidos por una lealtad común».
A raíz de la crisis financiera mundial, el rey alentó la formación de un gobierno nacional en 1931, liderado por MacDonald y Baldwin, ofreciéndose a reducir la lista civil para ayudar a equilibrar el presupuesto.
En 1932, Jorge decidió dar un discurso real navideño en la radio, un evento que se convirtió en anual a partir de entonces. Originalmente no estaba a favor de la innovación, pero fue persuadido por el argumento de que era lo que su pueblo quería.
En 1933, le causó preocupaciones la llegada al poder de Adolf Hitler y los nazis en Alemania. En 1934, el rey le dijo sin rodeos al embajador alemán Leopold von Hoesch, que Alemania era el peligro del mundo y que, si seguía al ritmo actual, estaba destinada a entrar en una guerra dentro de los siguientes diez años; le advirtió a su embajador en Berlín, Eric Phipps, que desconfiara de los nazis. Para las bodas de plata de su reinado en 1935, se había convertido en un rey querido, y dijo, en respuesta a la adulación de la multitud, «no lo entiendo, después de todo soy solo una persona bastante común».
La relación de Jorge con Eduardo, su hijo mayor y heredero, se deterioró en los últimos años de su vida. Estaba decepcionado por el fracaso de Eduardo para establecerse en la vida y horrorizado por sus constantes amoríos con mujeres casadas. En contraste, estaba muy apegado a su segundo hijo, el príncipe Alberto, y adoraba a su nieta mayor, Isabel; a quien apodaba «Lilibet», mientras que la niña le decía cariñosamente «Abuelo Inglaterra». En 1935, Jorge dijo de su hijo Eduardo: «Después de mi muerte, el chico se arruinará en doce meses» y de Alberto y Lilibet: «Ruego a Dios que mi hijo mayor (Eduardo) nunca se case y tenga hijos, y que nada se interponga entre Bertie y Lilibet y el trono».

### Problemas de salud y muerte
La Primera Guerra Mundial afectó la salud de Jorge: se hirió gravemente el 28 de octubre de 1915, cuando su caballo lo tiró al suelo durante una revisión de tropas en Francia y su excesiva afición al tabaco exacerbó sus recurrentes problemas respiratorios. Padecía de pleuresía y enfermedad pulmonar obstructiva crónica. En 1925, para recuperar la salud y por indicación de sus médicos, partió a regañadientes en un crucero privado por el Mediterráneo; fue su tercer viaje al extranjero desde el inicio de la guerra y sería el último. Enfermó gravemente de septicemia en noviembre de 1928 y durante los siguientes dos años su hijo Eduardo se hizo cargo de muchas de sus responsabilidades. En 1929, la sugerencia de un nuevo descanso en el extranjero fue rechazada por el rey «en un lenguaje bastante fuerte». En vez de ello se retiró durante tres meses a Craigweil House, en el centro turístico de Bognor, Sussex. Como resultado de su estancia, la ciudad adquirió el nombre de «Bognor Regis», que es la versión en latín para «Bognor del rey». Más tarde crecería el mito de que sus últimas palabras, cuando se le dijo que pronto estaría lo suficientemente bien para volver a visitar la ciudad, fueron: «¡Que le jodan a Bognor!».
Jorge nunca se recuperó completamente. En su último año se le administró oxígeno en varias ocasiones. La noche del 15 de enero de 1936, el rey llegó a su dormitorio en Sandringham House quejándose de un resfriado; nunca más saldría de la habitación con vida. Se puso cada vez más débil hasta perder poco a poco la conciencia. El primer ministro Baldwin diría más tarde:

[...] cada vez que recuperaba la conciencia hacía algún tipo de consulta u observación agradable hacia alguien, palabras de agradecimiento por la amabilidad mostrada. Pero le dijo a su secretario cuando envió por él: «¿Cómo está el Imperio?» Una frase inusual en su forma y el secretario le respondió: «Todo está bien, señor, con el Imperio», el rey le sonrió y una vez más cayó en la inconsciencia.

Para el 20 de enero se encontraba cerca de la muerte. Sus médicos, encabezados por lord Dawson de Penn, emitieron un boletín con unas palabras que se volvieron famosas: «La vida del rey se mueve pacíficamente hacia su fin». El diario privado de Dawson, descubierto después de su muerte y hecho público en 1986, revela que las últimas palabras del rey fueron un susurrante «¡Maldita seas!», dirigido a su enfermera cuando le administró un sedante la noche del 20 de enero. Dawson escribió que había acelerado la muerte de Jorge V aplicándole inyecciones con dosis letales de morfina y cocaína. Señaló que actuó para preservar la dignidad del rey, para evitar más tensión en la familia y para que la muerte, que sucedió a las 23:55, pudiera ser anunciada en la edición matutina del periódico The Times, en lugar de «las menos apropiadas [...] publicaciones vespertinas».
El compositor alemán Paul Hindemith se encerró en un estudio de la BBC la mañana después de la muerte del rey y en seis horas compuso Trauermusik (en español: Música de luto). Esa misma noche se realizó una transmisión en vivo por la BBC, con la Orquesta Sinfónica de la BBC dirigida por Adrian Boult y el compositor como solista.
Durante la procesión hacia el Palacio de Westminster, donde el ataúd de Jorge se iba a exponer al público, la Corona Imperial del Estado cayó desde la parte superior del féretro y aterrizó en la canaleta cuando el cortejo llegaba al patio del palacio. El nuevo rey, Eduardo VIII, la vio caer y se preguntó si no sería un mal presagio para su nuevo reinado. Eduardo abdicaría antes de un año y su hermano Alberto, duque de York, subiría al trono como Jorge VI.
Como señal de respeto a su padre, los cuatro hijos sobrevivientes: Eduardo, Alberto, Enrique y Jorge, montaron una guardia en el catafalco la noche antes del funeral, que fue conocida como la Vigilia de los Príncipes. La vigilia se repitió dos veces más, durante los funerales de la reina Isabel, la reina madre, en 2002, y en los funerales de la reina Isabel II, nieta del rey Jorge V,en 2022. Jorge V fue enterrado en la capilla de San Jorge en el castillo de Windsor el 28 de enero de 1936.

## Legado
Jorge prefería quedarse en casa y entretenerse en sus aficiones que eran la colección de sellos y la caza, vivió una vida que sus biógrafos más tarde considerarían aburrida debido a su convencionalidad. No era intelectual y carecía de la sofisticación de sus dos predecesores reales. Al regresar de una noche en la ópera, escribió: «Fuimos a Covent Garden y vimos Fidelio , y qué condenadamente aburrido fue». Sin embargo, se dedicó con seriedad al Reino Unido y a la Mancomunidad. Entendía al Imperio británico mejor que la mayoría de sus ministros; como él mismo explicó, «siempre ha sido mi sueño identificarme con la gran idea del Imperio». Parecía trabajar duro y era admirado por el pueblo del Reino Unido y el Imperio, así como por el «establishment». El historiador David Cannadine describió al rey Jorge V y a la reina María como una «pareja devotamente inseparable» que hizo mucho por defender el «carácter» y «los valores familiares». Jorge estableció una norma de conducta para la realeza británica que reflejaba los valores y virtudes de la clase media alta en lugar de los estilos de vida y los vicios de las clase alta. Por temperamento era un tradicionalista que nunca apreció o aprobó plenamente los cambios revolucionarios que se estaban efectuando en la sociedad británica. No obstante, invariablemente ejerció su influencia como una fuerza de neutralidad y moderación, veía su papel como el del mediador y no el de aquel que tomaba la decisión final.
Existen numerosas estatuas del rey Jorge V, incluidas aquellas en Hobart, Canberra, Brisbane y Adelaida en Australia y una que se encuentra en el exterior de la abadía de Westminster en Londres, realizada por William Reid Dick. Los King George's Fields, una serie de parques distribuidos en el Reino Unido, fueron creados en su memoria. Muchos lugares han sido bautizados con su nombre, por ejemplo: King George V Park en San Juan de Terranova; Stade George V en Curepipe, Mauricio; calles principales en Jerusalén y Tel Aviv; una avenida, un hotel y una estación de metro en París; una escuela en Seremban, Malasia; y la escuela King George V y el King George V Memorial Park en Hong Kong.
Dos acorazados de la Marina Real Británica, el HMS King George V de 1911 y su homónimo de 1939, fueron nombrados en su honor. Jorge V dio su nombre y sus donaciones a muchas caridades, incluyendo el King George's Fund for Sailors (Fondo Jorge V para marineros), más tarde conocido como Seafares UK (Navegantes del Reino Unido).

## Títulos, tratamientos, honores y armas

### Títulos y tratamientos
| ● 3 de junio de 1865-24 de mayo de 1892:      | Su alteza real el príncipe Jorge de Gales       |
| ● 24 de mayo de 1892-22 de enero de 1901:     | Su alteza real el duque de York                 |
| ● 22 de enero de 1901-9 de noviembre de 1901: | Su alteza real el duque de Cornualles y de York |
| ● 9 de noviembre de 1901-6 de mayo de 1910:   | Su alteza real el príncipe de Gales             |
| ● 6 de mayo de 1910-20 de enero de 1936:      | Su majestad el rey (1)                          |

1. Con referencia a la India británica: Su majestad el rey-emperador

Por nacimiento, Jorge fue príncipe del Imperio británico y recibió el tratamiento de su alteza real. Antes de ascender al trono fue sucesivamente duque de York del 24 de mayo de 1892 al 22 de enero de 1901, duque de Cornualles y York del 22 de enero de 1901 al 6 de mayo de 1910, y príncipe de Gales (duque de Rothesay en Escocia) del 9 de noviembre de 1901 al 6 de mayo de 1910, con el tratamiento de su alteza real. A partir del 6 de mayo de 1910, tras la muerte de Eduardo VII, Jorge ascendió al trono como Jorge V y se convirtió en rey del Reino Unido y emperador de la India, con el tratamiento de Su Majestad y Su Majestad Imperial.
Su tratamiento completo como rey fue: «Su Majestad Jorge V, por la gracia de Dios, del Reino Unido de Gran Bretaña e Irlanda y los Dominios británicos más allá de los mares, rey, defensor de la fe, emperador de la India», hasta 1927, cuando se cambió a «Su Majestad Jorge V, por la gracia de Dios, de Gran Bretaña, Irlanda y los Dominios británicos más allá de los mares, rey, defensor de la fe, emperador de la India».

### Honores
Entre otras distinciones Jorge fue investido caballero de la Orden de la Jarretera (4 de agosto de 1884), caballero de la Orden del Cardo (5 de julio de 1893), caballero de la Orden de San Patricio (20 de agosto de 1897), caballero gran comendador de la Orden de la Estrella de la India (28 de septiembre de 1905), caballero gran cruz de la Orden de San Miguel y San Jorge (9 de marzo de 1901), caballero gran comendador de la Orden del Imperio de la India (28 de septiembre de 1905), caballero gran cruz de la Real Orden Victoriana (30 de junio de 1897), con la Orden de Servicio Imperial (31 de marzo de 1903) y con la Real Cadena Victoriana (1902). También fue nombrado miembro del Consejo Privado del rey (18 de julio de 1894) y miembro real de la Royal Society (8 de junio de 1893). De España recibió la gran cruz de la Orden de Carlos III (5 de enero de 1888), el collar de la misma orden (30 de mayo de 1906) y la Orden del Toisón de Oro (17 de julio de 1893).

#### Nombramientos militares
Entró al servicio de la Royal Navy en 1877 y se desempeñó como cadete en el HMS Britannia hasta 1879; después fue cadete en el HMS Bacchante hasta enero de 1880, cuando obtuvo el rango de guardiamarina; en 1884 obtuvo el grado de subteniente; en 1885 el de teniente y estuvo a bordo del HMS Thunderer, el HMS Dreadnought, el HMS Alexandra y el HMS Northumberland. Además, fue nombrado Aide-de-Camp personal de la reina en 1887.
En julio de 1889 estuvo al mando del torpedero HMS 79, en mayo de 1890 al mando del cañonero HMS Trush, y el 24 de agosto de 1891 fue nombrado capitán de fragata y estuvo al mando del HMS Melampus. Durante los siguientes años recibió diferentes nombramientos dentro de la línea de mando de la Marina Real Británica: capitán, el 2 de enero de 1893; contraalmirante, el 1 de enero de 1901; vicealmirante, el 26 de junio de 1903; almirante, el 1 de marzo de 1907; y almirante de la flota, el más alto rango dentro de la Marina Real, en 1910. También fue nombrado mariscal de campo de la Ejército Británico en 1910, y mariscal de la Real Fuerza Aérea —como título, no como rango— en 1919.

### Armas
Como duque de York, el escudo de armas de Jorge era el escudo de armas del Reino Unido con el escudo de armas de Sajonia sobrepuesto y diferenciado por un lambel a tres pendientes en argén; el pendiente central llevaba una ancla en azur. Como príncipe de Gales, el pendiente central perdió su ancla. Como rey, ostentaba el escudo de armas del Reino Unido. En 1917, retiró por orden judicial el escudo de armas de Sajonia de los escudos de todos los descendientes de Alberto, el príncipe consorte (aunque el escudo de armas real nunca tuvo el escudo de Sajonia).
|                                             |
| Escudo de armas de Jorge como duque de York |

|                                                 |
| Escudo de armas de Jorge como príncipe de Gales |

|                                                                |
| Escudo de armas de Jorge V en el Reino Unido (excepto Escocia) |

|                                       |
| Escudo de armas de Jorge V en Escocia |

## Ancestros
| \| \| \| \| \| \| \| \| \| \| \| \| \| \| \| \| \| \| \| \| 16. Francisco de Sajonia-Coburgo-Saalfeld \| \| \| \| \| \| \| \| \| \| \| \| \| \| \| \| \| \| \| \| \| \| \| \| \| \| \| \| \| \| \| \| \| \| \| \| \| \| \| \| \| \| \| \| \| \| \| \| \| \| \| \| \| \| 8. Ernesto I de Sajonia-Coburgo-Gotha \| \| \| \| \| \| \| \| \| \| \| \| \| \| \| \| \| \| \| \| \| \| \| \| \| \| \| \| \| \| \| \| \| \| \| \| \| \| \| \| \| \| \| \| \| \| \| \| \| \| \| \| \| \| 17. Augusta de Reuss-Ebersdorf \| \| \| \| \| \| \| \| \| \| \| \| \| \| \| \| \| \| \| \| \| \| \| \| \| \| \| \| \| \| \| \| \| \| \| \| \| \| \| \| \| \| \| \| \| \| \| \| \| \| \| \| \| \| 4. Alberto de Sajonia-Coburgo-Gotha \| \| \| \| \| \| \| \| \| \| \| \| \| \| \| \| \| \| \| \| \| \| \| \| \| \| \| \| \| \| \| \| \| \| \| \| \| \| \| \| \| \| \| \| \| \| \| \| \| \| \| \| \| \| 18. Augusto de Sajonia-Gotha-Altemburgo \| \| \| \| \| \| \| \| \| \| \| \| \| \| \| \| \| \| \| \| \| \| \| \| \| \| \| \| \| \| \| \| \| \| \| \| \| \| \| \| \| \| \| \| \| \| \| \| \| \| \| \| \| \| 9. Luisa de Sajonia-Gotha-Altenburgo \| \| \| \| \| \| \| \| \| \| \| \| \| \| \| \| \| \| \| \| \| \| \| \| \| \| \| \| \| \| \| \| \| \| \| \| \| \| \| \| \| \| \| \| \| \| \| \| \| \| \| \| \| \| 19. Luisa Carlota de Mecklemburgo-Schwerin \| \| \| \| \| \| \| \| \| \| \| \| \| \| \| \| \| \| \| \| \| \| \| \| \| \| \| \| \| \| \| \| \| \| \| \| \| \| \| \| \| \| \| \| \| \| \| \| \| \| \| \| \| \| 2. Eduardo VII del Reino Unido \| \| \| \| \| \| \| \| \| \| \| \| \| \| \| \| \| \| \| \| \| \| \| \| \| \| \| \| \| \| \| \| \| \| \| \| \| \| \| \| \| \| \| \| \| \| \| \| \| \| \| \| \| \| 20. Jorge III del Reino Unido \| \| \| \| \| \| \| \| \| \| \| \| \| \| \| \| \| \| \| \| \| \| \| \| \| \| \| \| \| \| \| \| \| \| \| \| \| \| \| \| \| \| \| \| \| \| \| \| \| \| \| \| \| \| 10. Eduardo de Hannover \| \| \| \| \| \| \| \| \| \| \| \| \| \| \| \| \| \| \| \| \| \| \| \| \| \| \| \| \| \| \| \| \| \| \| \| \| \| \| \| \| \| \| \| \| \| \| \| \| \| \| \| \| \| 21. Carlota de Mecklemburgo-Strelitz \| \| \| \| \| \| \| \| \| \| \| \| \| \| \| \| \| \| \| \| \| \| \| \| \| \| \| \| \| \| \| \| \| \| \| \| \| \| \| \| \| \| \| \| \| \| \| \| \| \| \| \| \| \| 5. Victoria I del Reino Unido \| \| \| \| \| \| \| \| \| \| \| \| \| \| \| \| \| \| \| \| \| \| \| \| \| \| \| \| \| \| \| \| \| \| \| \| \| \| \| \| \| \| \| \| \| \| \| \| \| \| \| \| \| \| 22. Francisco de Sajonia-Coburgo-Saalfeld=16 \| \| \| \| \| \| \| \| \| \| \| \| \| \| \| \| \| \| \| \| \| \| \| \| \| \| \| \| \| \| \| \| \| \| \| \| \| \| \| \| \| \| \| \| \| \| \| \| \| \| \| \| \| \| 11. Victoria de Sajonia-Coburgo-Saalfeld \| \| \| \| \| \| \| \| \| \| \| \| \| \| \| \| \| \| \| \| \| \| \| \| \| \| \| \| \| \| \| \| \| \| \| \| \| \| \| \| \| \| \| \| \| \| \| \| \| \| \| \| \| \| 23. Augusta de Reuss-Ebersdorf=17 \| \| \| \| \| \| \| \| \| \| \| \| \| \| \| \| \| \| \| \| \| \| \| \| \| \| \| \| \| \| \| \| \| \| \| \| \| \| \| \| \| \| \| \| \| \| \| \| \| \| \| \| \| \| 1. Jorge V del Reino Unido \| \| \| \| \| \| \| \| \| \| \| \| \| \| \| \| \| \| \| \| \| \| \| \| \| \| \| \| \| \| \| \| \| \| \| \| \| \| \| \| \| \| \| \| \| \| \| \| \| \| \| \| \| \| 24. Federico Carlos de Schleswig-Holstein-Sonderburg-Beck \| \| \| \| \| \| \| \| \| \| \| \| \| \| \| \| \| \| \| \| \| \| \| \| \| \| \| \| \| \| \| \| \| \| \| \| \| \| \| \| \| \| \| \| \| \| \| \| \| \| \| \| \| \| 12. Federico Guillermo de Schleswig-Holstein-Sonderburg-Glücksburg \| \| \| \| \| \| \| \| \| \| \| \| \| \| \| \| \| \| \| \| \| \| \| \| \| \| \| \| \| \| \| \| \| \| \| \| \| \| \| \| \| \| \| \| \| \| \| \| \| \| \| \| \| \| 25. Federica de Schlieben \| \| \| \| \| \| \| \| \| \| \| \| \| \| \| \| \| \| \| \| \| \| \| \| \| \| \| \| \| \| \| \| \| \| \| \| \| \| \| \| \| \| \| \| \| \| \| \| \| \| \| \| \| \| 6. Cristián IX de Dinamarca \| \| \| \| \| \| \| \| \| \| \| \| \| \| \| \| \| \| \| \| \| \| \| \| \| \| \| \| \| \| \| \| \| \| \| \| \| \| \| \| \| \| \| \| \| \| \| \| \| \| \| \| \| \| 26. Carlos de Hesse-Kassel \| \| \| \| \| \| \| \| \| \| \| \| \| \| \| \| \| \| \| \| \| \| \| \| \| \| \| \| \| \| \| \| \| \| \| \| \| \| \| \| \| \| \| \| \| \| \| \| \| \| \| \| \| \| 13. Luisa Carolina de Hesse-Kassel \| \| \| \| \| \| \| \| \| \| \| \| \| \| \| \| \| \| \| \| \| \| \| \| \| \| \| \| \| \| \| \| \| \| \| \| \| \| \| \| \| \| \| \| \| \| \| \| \| \| \| \| \| \| 27. Luisa de Dinamarca y Noruega \| \| \| \| \| \| \| \| \| \| \| \| \| \| \| \| \| \| \| \| \| \| \| \| \| \| \| \| \| \| \| \| \| \| \| \| \| \| \| \| \| \| \| \| \| \| \| \| \| \| \| \| \| \| 3. Alejandra de Dinamarca \| \| \| \| \| \| \| \| \| \| \| \| \| \| \| \| \| \| \| \| \| \| \| \| \| \| \| \| \| \| \| \| \| \| \| \| \| \| \| \| \| \| \| \| \| \| \| \| \| \| \| \| \| \| 28. Federico de Hesse-Kassel \| \| \| \| \| \| \| \| \| \| \| \| \| \| \| \| \| \| \| \| \| \| \| \| \| \| \| \| \| \| \| \| \| \| \| \| \| \| \| \| \| \| \| \| \| \| \| \| \| \| \| \| \| \| 14. Guillermo de Hesse-Kassel \| \| \| \| \| \| \| \| \| \| \| \| \| \| \| \| \| \| \| \| \| \| \| \| \| \| \| \| \| \| \| \| \| \| \| \| \| \| \| \| \| \| \| \| \| \| \| \| \| \| \| \| \| \| 29. Carolina de Nassau-Usingen \| \| \| \| \| \| \| \| \| \| \| \| \| \| \| \| \| \| \| \| \| \| \| \| \| \| \| \| \| \| \| \| \| \| \| \| \| \| \| \| \| \| \| \| \| \| \| \| \| \| \| \| \| \| 7. Luisa de Hesse-Kassel \| \| \| \| \| \| \| \| \| \| \| \| \| \| \| \| \| \| \| \| \| \| \| \| \| \| \| \| \| \| \| \| \| \| \| \| \| \| \| \| \| \| \| \| \| \| \| \| \| \| \| \| \| \| 30. Federico, príncipe heredero de Dinamarca y Noruega \| \| \| \| \| \| \| \| \| \| \| \| \| \| \| \| \| \| \| \| \| \| \| \| \| \| \| \| \| \| \| \| \| \| \| \| \| \| \| \| \| \| \| \| \| \| \| \| \| \| \| \| \| \| 15. Luisa Carlota de Dinamarca \| \| \| \| \| \| \| \| \| \| \| \| \| \| \| \| \| \| \| \| \| \| \| \| \| \| \| \| \| \| \| \| \| \| \| \| \| \| \| \| \| \| \| \| \| \| \| \| \| \| \| \| \| \| 31. Sofía Federica de Mecklemburgo-Schwerin \| \| \| \| \| \| \| \| \| \| \| \| \| \| \| \| \| \| \| \| \| \| \| \| \| \| \| \| \| \| \| \| \| \| \| \| \| \| \| \| \| \| \| \| \| \| \| \| \| \| \| \| |                                                                    |  |  |  |  |  |  |  |  |  |  |  |  |  |  |  |
| |                                                                    |  |  |  |  |  |  |  |  |  |  |  |  |  |  |  |
| | 16. Francisco de Sajonia-Coburgo-Saalfeld                          |  |  |  |  |  |  |  |  |  |  |  |  |  |  |  |
| |                                                                    |  |  |  |  |  |  |  |  |  |  |  |  |  |  |  |
| |                                                                    |  |  |  |  |  |  |  |  |  |  |  |  |  |  |  |
| | 8. Ernesto I de Sajonia-Coburgo-Gotha                              |  |  |  |  |  |  |  |  |  |  |  |  |  |  |  |
| |                                                                    |  |  |  |  |  |  |  |  |  |  |  |  |  |  |  |
| |                                                                    |  |  |  |  |  |  |  |  |  |  |  |  |  |  |  |
| | 17. Augusta de Reuss-Ebersdorf                                     |  |  |  |  |  |  |  |  |  |  |  |  |  |  |  |
| |                                                                    |  |  |  |  |  |  |  |  |  |  |  |  |  |  |  |
| |                                                                    |  |  |  |  |  |  |  |  |  |  |  |  |  |  |  |
| | 4. Alberto de Sajonia-Coburgo-Gotha                                |  |  |  |  |  |  |  |  |  |  |  |  |  |  |  |
| |                                                                    |  |  |  |  |  |  |  |  |  |  |  |  |  |  |  |
| |                                                                    |  |  |  |  |  |  |  |  |  |  |  |  |  |  |  |
| | 18. Augusto de Sajonia-Gotha-Altemburgo                            |  |  |  |  |  |  |  |  |  |  |  |  |  |  |  |
| |                                                                    |  |  |  |  |  |  |  |  |  |  |  |  |  |  |  |
| |                                                                    |  |  |  |  |  |  |  |  |  |  |  |  |  |  |  |
| | 9. Luisa de Sajonia-Gotha-Altenburgo                               |  |  |  |  |  |  |  |  |  |  |  |  |  |  |  |
| |                                                                    |  |  |  |  |  |  |  |  |  |  |  |  |  |  |  |
| |                                                                    |  |  |  |  |  |  |  |  |  |  |  |  |  |  |  |
| | 19. Luisa Carlota de Mecklemburgo-Schwerin                         |  |  |  |  |  |  |  |  |  |  |  |  |  |  |  |
| |                                                                    |  |  |  |  |  |  |  |  |  |  |  |  |  |  |  |
| |                                                                    |  |  |  |  |  |  |  |  |  |  |  |  |  |  |  |
| | 2. Eduardo VII del Reino Unido                                     |  |  |  |  |  |  |  |  |  |  |  |  |  |  |  |
| |                                                                    |  |  |  |  |  |  |  |  |  |  |  |  |  |  |  |
| |                                                                    |  |  |  |  |  |  |  |  |  |  |  |  |  |  |  |
| | 20. Jorge III del Reino Unido                                      |  |  |  |  |  |  |  |  |  |  |  |  |  |  |  |
| |                                                                    |  |  |  |  |  |  |  |  |  |  |  |  |  |  |  |
| |                                                                    |  |  |  |  |  |  |  |  |  |  |  |  |  |  |  |
| | 10. Eduardo de Hannover                                            |  |  |  |  |  |  |  |  |  |  |  |  |  |  |  |
| |                                                                    |  |  |  |  |  |  |  |  |  |  |  |  |  |  |  |
| |                                                                    |  |  |  |  |  |  |  |  |  |  |  |  |  |  |  |
| | 21. Carlota de Mecklemburgo-Strelitz                               |  |  |  |  |  |  |  |  |  |  |  |  |  |  |  |
| |                                                                    |  |  |  |  |  |  |  |  |  |  |  |  |  |  |  |
| |                                                                    |  |  |  |  |  |  |  |  |  |  |  |  |  |  |  |
| | 5. Victoria I del Reino Unido                                      |  |  |  |  |  |  |  |  |  |  |  |  |  |  |  |
| |                                                                    |  |  |  |  |  |  |  |  |  |  |  |  |  |  |  |
| |                                                                    |  |  |  |  |  |  |  |  |  |  |  |  |  |  |  |
| | 22. Francisco de Sajonia-Coburgo-Saalfeld=16                       |  |  |  |  |  |  |  |  |  |  |  |  |  |  |  |
| |                                                                    |  |  |  |  |  |  |  |  |  |  |  |  |  |  |  |
| |                                                                    |  |  |  |  |  |  |  |  |  |  |  |  |  |  |  |
| | 11. Victoria de Sajonia-Coburgo-Saalfeld                           |  |  |  |  |  |  |  |  |  |  |  |  |  |  |  |
| |                                                                    |  |  |  |  |  |  |  |  |  |  |  |  |  |  |  |
| |                                                                    |  |  |  |  |  |  |  |  |  |  |  |  |  |  |  |
| | 23. Augusta de Reuss-Ebersdorf=17                                  |  |  |  |  |  |  |  |  |  |  |  |  |  |  |  |
| |                                                                    |  |  |  |  |  |  |  |  |  |  |  |  |  |  |  |
| |                                                                    |  |  |  |  |  |  |  |  |  |  |  |  |  |  |  |
| | 1. Jorge V del Reino Unido                                         |  |  |  |  |  |  |  |  |  |  |  |  |  |  |  |
| |                                                                    |  |  |  |  |  |  |  |  |  |  |  |  |  |  |  |
| |                                                                    |  |  |  |  |  |  |  |  |  |  |  |  |  |  |  |
| | 24. Federico Carlos de Schleswig-Holstein-Sonderburg-Beck          |  |  |  |  |  |  |  |  |  |  |  |  |  |  |  |
| |                                                                    |  |  |  |  |  |  |  |  |  |  |  |  |  |  |  |
| |                                                                    |  |  |  |  |  |  |  |  |  |  |  |  |  |  |  |
| | 12. Federico Guillermo de Schleswig-Holstein-Sonderburg-Glücksburg |  |  |  |  |  |  |  |  |  |  |  |  |  |  |  |
| |                                                                    |  |  |  |  |  |  |  |  |  |  |  |  |  |  |  |
| |                                                                    |  |  |  |  |  |  |  |  |  |  |  |  |  |  |  |
| | 25. Federica de Schlieben                                          |  |  |  |  |  |  |  |  |  |  |  |  |  |  |  |
| |                                                                    |  |  |  |  |  |  |  |  |  |  |  |  |  |  |  |
| |                                                                    |  |  |  |  |  |  |  |  |  |  |  |  |  |  |  |
| | 6. Cristián IX de Dinamarca                                        |  |  |  |  |  |  |  |  |  |  |  |  |  |  |  |
| |                                                                    |  |  |  |  |  |  |  |  |  |  |  |  |  |  |  |
| |                                                                    |  |  |  |  |  |  |  |  |  |  |  |  |  |  |  |
| | 26. Carlos de Hesse-Kassel                                         |  |  |  |  |  |  |  |  |  |  |  |  |  |  |  |
| |                                                                    |  |  |  |  |  |  |  |  |  |  |  |  |  |  |  |
| |                                                                    |  |  |  |  |  |  |  |  |  |  |  |  |  |  |  |
| | 13. Luisa Carolina de Hesse-Kassel                                 |  |  |  |  |  |  |  |  |  |  |  |  |  |  |  |
| |                                                                    |  |  |  |  |  |  |  |  |  |  |  |  |  |  |  |
| |                                                                    |  |  |  |  |  |  |  |  |  |  |  |  |  |  |  |
| | 27. Luisa de Dinamarca y Noruega                                   |  |  |  |  |  |  |  |  |  |  |  |  |  |  |  |
| |                                                                    |  |  |  |  |  |  |  |  |  |  |  |  |  |  |  |
| |                                                                    |  |  |  |  |  |  |  |  |  |  |  |  |  |  |  |
| | 3. Alejandra de Dinamarca                                          |  |  |  |  |  |  |  |  |  |  |  |  |  |  |  |
| |                                                                    |  |  |  |  |  |  |  |  |  |  |  |  |  |  |  |
| |                                                                    |  |  |  |  |  |  |  |  |  |  |  |  |  |  |  |
| | 28. Federico de Hesse-Kassel                                       |  |  |  |  |  |  |  |  |  |  |  |  |  |  |  |
| |                                                                    |  |  |  |  |  |  |  |  |  |  |  |  |  |  |  |
| |                                                                    |  |  |  |  |  |  |  |  |  |  |  |  |  |  |  |
| | 14. Guillermo de Hesse-Kassel                                      |  |  |  |  |  |  |  |  |  |  |  |  |  |  |  |
| |                                                                    |  |  |  |  |  |  |  |  |  |  |  |  |  |  |  |
| |                                                                    |  |  |  |  |  |  |  |  |  |  |  |  |  |  |  |
| | 29. Carolina de Nassau-Usingen                                     |  |  |  |  |  |  |  |  |  |  |  |  |  |  |  |
| |                                                                    |  |  |  |  |  |  |  |  |  |  |  |  |  |  |  |
| |                                                                    |  |  |  |  |  |  |  |  |  |  |  |  |  |  |  |
| | 7. Luisa de Hesse-Kassel                                           |  |  |  |  |  |  |  |  |  |  |  |  |  |  |  |
| |                                                                    |  |  |  |  |  |  |  |  |  |  |  |  |  |  |  |
| |                                                                    |  |  |  |  |  |  |  |  |  |  |  |  |  |  |  |
| | 30. Federico, príncipe heredero de Dinamarca y Noruega             |  |  |  |  |  |  |  |  |  |  |  |  |  |  |  |
| |                                                                    |  |  |  |  |  |  |  |  |  |  |  |  |  |  |  |
| |                                                                    |  |  |  |  |  |  |  |  |  |  |  |  |  |  |  |
| | 15. Luisa Carlota de Dinamarca                                     |  |  |  |  |  |  |  |  |  |  |  |  |  |  |  |
| |                                                                    |  |  |  |  |  |  |  |  |  |  |  |  |  |  |  |
| |                                                                    |  |  |  |  |  |  |  |  |  |  |  |  |  |  |  |
| | 31. Sofía Federica de Mecklemburgo-Schwerin                        |  |  |  |  |  |  |  |  |  |  |  |  |  |  |  |
| |                                                                    |  |  |  |  |  |  |  |  |  |  |  |  |  |  |  |
| |                                                                    |  |  |  |  |  |  |  |  |  |  |  |  |  |  |  |